# 莱德罗

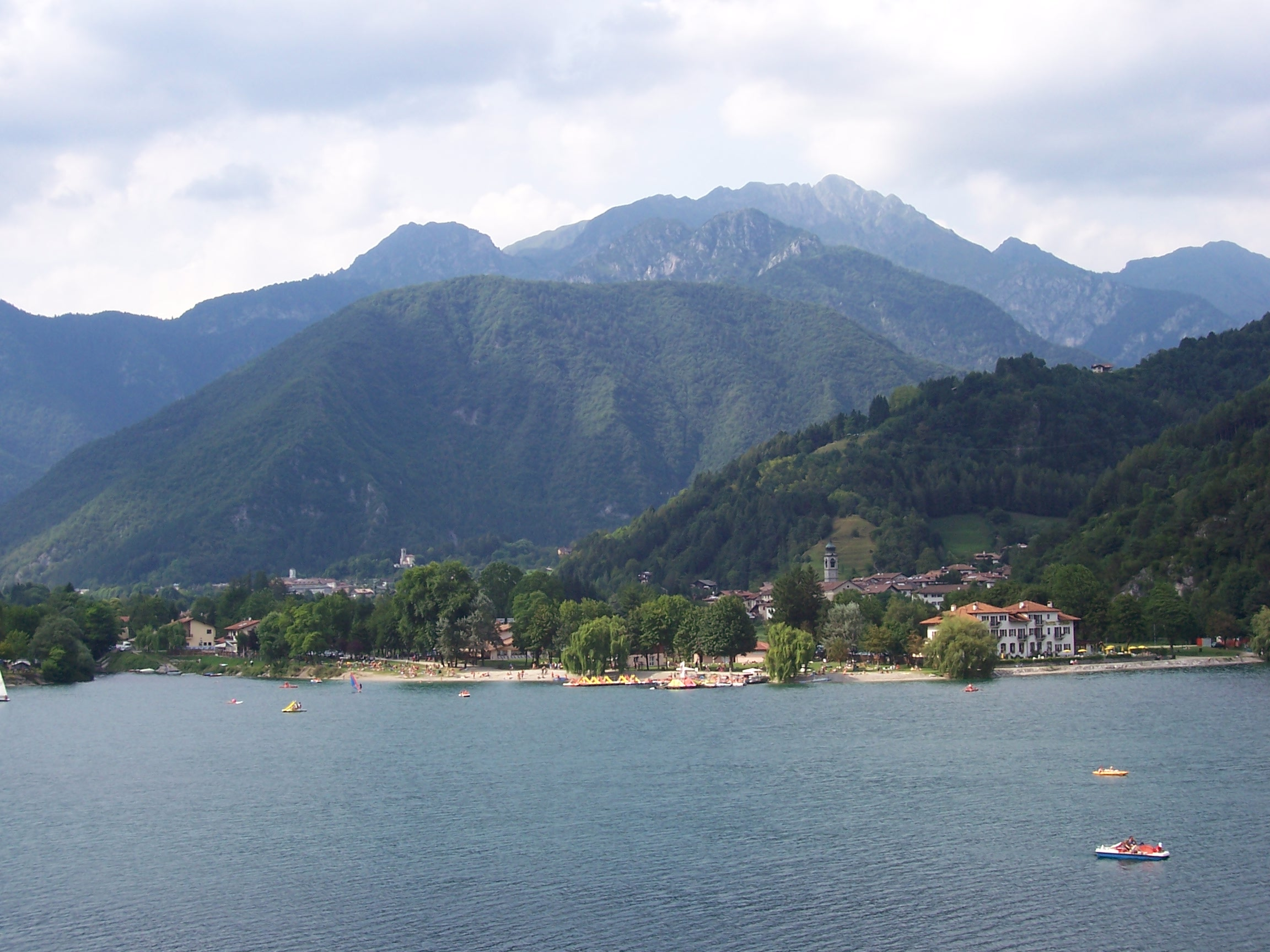
莱德罗湖旁的皮耶韦-迪莱德罗和贝泽卡

莱德罗（義大利語：Ledro）是意大利特伦蒂诺-上阿迪杰大区特倫托自治省的市镇。市镇面积为154.6平方公里，2010年人口数量为5,300人。
该市镇设立于2010年1月1日，由六个市镇合并而成：皮耶韦-迪莱德罗、贝泽卡、孔切伊、莫利纳迪莱德罗、上蒂亚尔诺和下蒂亚尔诺。